# Épületbiológia
Az épületbiológia egy immáron több mint 4 évtizede hivatalosan is elismert holisztikus tudomány, amelyet szemináriumokon, tanfolyamokon, különböző tanúsítási programokon oktatnak. Ezen tudomány átfogóan vizsgálja az ember és annak épített környezetének egymásra hatását, de az egyes építkezések és felújítások környezetbarát megvalósítását, minimális károsanyag-terhelés (VOC-ék azaz illékony szerves vegyületek) elérését lakótereiben. A cél: Egészséges és fenntartható életterek és munkahelyek építése.  Az épületbiológiai irányelvek egyaránt alkalmazhatóak felújításnál és újjáépítésnél is, valamint magas szintű higiéniai elvárásokat támasztó középületeknél: óvodák, iskolák, kórházak és irodaházak esetében is.  A szakemberek azt vizsgálják, hogy a lakó-, kereskedelmi vagy középületek környezete hogyan befolyásolhatja az épületben élők egészségét, hogyan lehet nyugodt, stresszmentes környezetet teremteni. 

## Építőelemei
Fontos területei az épületbiológiának az építőanyagok, az elektromágneses mezők, a sugárzás és a beltéri levegő minősége. Az épületbiológia 25 irányelve (25 GRUNDREGELN DER BAUBIOLOGIE) átfogó iránymutatást ad a laikusoknak és a területtel most ismerkedőknek is. A SBM 2016 – Stand der Baubiologische Messtechnik – pedig egy olyan professzionális iránymutatást adó keretrendszer, amely az épületbiológiát tudományosan is alátámasztó méréstechnológiát, ajánlott értékhatárokat tartalmaz.

## Beteg épület szindróma következményei
Németországban, a második világháború után gyorsan építették az új házakat a növekvő népesség befogadására. Az új házakban újfajta betegségek mintáit fedezték fel, amelyeket az épületek gyors felépítésének tulajdonítottak. A korábban, évszázadokon át használt természetes építőanyagok a háttérbe szorultak, és helyettük olyan új anyagok jelentek meg, melyek újfajta mesterséges vegyi adalékokat tartalmaztak. A gyors építés következtében az építőanyagokból, használati tárgyakból, tisztítószerekből olyan illékony szerves vegyületek párologtak ki, amelyek potenciális veszélyforrást jelentettek a bentlakók egészségére pl. formaldehid, oldószerek, stb . A betegségek a házak elektromos rendszerével kapcsolatos problémáknak is tulajdoníthatóak voltak, valamint az egyre zártabb építési módokkal a korábbi természetes légcsere is szinte teljesen lecsökkent. A Sick Building Syndrom azaz a beteg épület szindróma a WHO által 1984-ben hivatalosan is elismert. 

## Több mint 40 éve létező  tudomány
Az új felfedezésekből a szakemberek: építészek, építőmesterek, orvosok, biológusok komolyan elkezdtek foglalkozni a jelenséggel és kategorizálták,  illetve jellemezték azokat az illékony szerves vegyületeket, amelyeknek ártalmasak az emberi szervezetre. Meghatározták az "épületbiológiai mérési szabványt" (SBM 2016 Stand der Baubiologische Messtechnik) amely különböző küszöbértékeket javasolt azokon a területeken, amelyeket alvásra használnak a lakók. 
A 2 éves épületbiológus alapképzést követően a végzettek a különböző szakirányba tanulhatnak tovább:
Épületbiológiai Méréstechnikus
Épületbiológiai energetikai tanácsadó
Épületbiológiai téralkotás (belsőépítészet, színek, formák)
Azon szakemberek, építkezők, felújítók akiket érdekel az egészséges, környezetbarát lakóterek és munkahelyek kialakításának részletei az IBN által akkreditált hivatalos Épületbiológiai Tanácsadóhelyek biztosítanak szakmai tájékoztatást és segítséget. 

## Szabványok
A szabvány olyan fizikai, kémiai, biológiai veszélyekre ad áttekintést, amelyek körülöttünk vannak jelen az életterekben ahol tartózkodunk, éljünk mindennapjainkat.

## Épületbiológiai értékelések
1. kategória, amelyben nincs ok aggodalomra, a legmagasabb fokú az elővigyázatosság és csak a modern környezetünkben elkerülhetetlen mennyiségben vannak jelen az ártó körülmények
- Elektromos térerő V/m <1-3V/m

- Feszültség, földpotenciálhoz képest mV <10mV

- Magasfrekvenciás térerő µW/m² <20µW/m²

- Mágneses térerő nT <50nT

- Radon, radioaktivitás % <0.3µSv/h

- Geomágneses tér % <10%

2.  kategória, amikor enyhe aggodalomra okunk van, különös tekintettel az érzékeny és beteg emberekre
- Elektromos térerő V/m 3-10V/m

- Feszültség, földpotenciálhoz képest mV 10-100mV

- Magasfrekvenciás térerő µW/m² 20-100µW/m²

- Mágneses térerő nT 50-100nT

- Radon, radioaktivitás % 50-70%

- Geomágneses tér % 100-200%

3. kategória, súlyos aggodalomra van okunk, intézkedést tesz szükségessé
- Elektromos térerő V/m 10-50V/m

- Feszültség, földpotenciálhoz képest mV 100-1000mV

- Magasfrekvenciás térerő µW/m² 100-1000µW/m²

- Mágneses térerő nT 100-500nT

- Radon, radioaktivitás % 75-100%

- Geomágneses tér % 200-500%

4. kategória, extrém aggodalomra és azonnali és szigorú cselekvésre adnak okot ezek az értékek
- Elektromos térerő V/m >50V/m

- Feszültség, földpotenciálhoz képest mV >1000mV

- Magasfrekvenciás térerő µW/m² >1000µW/m²

- Mágneses térerő nT >500nT

- Radon, radioaktivitás % >100%

- Geomágneses tér % >500%== Jegyzetek ==

## Fordítás
- Ez a szócikk részben vagy egészben  a   Building_biology című angol Wikipédia-szócikk ezen változatának fordításán alapul.  Az eredeti cikk szerkesztőit annak laptörténete sorolja fel. Ez a jelzés csupán a megfogalmazás eredetét és a szerzői jogokat jelzi, nem szolgál a cikkben szereplő információk forrásmegjelöléseként.